# Фуртреккеры
Фуртреккеры (треккеры) (африк. Voortrekkers) — это одна из групп треккеров, участвовавших в Великом треке. Большинство фуртреккеров являлось фермерами-трекбурами или капскими голландцами, которые покинули британскую колонию в Западно-капской провинции в течение 1830-х годов и продвигались на север Африки, что позже и было названо Великим треком. На данный момент большинство африканеров являются прямыми потомками фуртреккеров. Также, их сопровождали французские потомки гугенотов.

## Лидеры
Лидеры фуртреккеров по количеству членов их отряда.
- Хендрик Потгитер, 158 человек;
- Сарел Киллерс, 158 человек;
- Пит Ретиф, 139 человек;
- Ян дю Плесси, 116 человек;
- Якобус Кристоффел Потгитер, 116 человек;
- Питер Дэниэл Джекобс, 85 человек;
- Пит Уйс, 79 человек;
- Йоханнес Стефанус Мариц, 68 человек;
- Геррит Мариц, 57 человек;
- Карел Питер Ландман, 54 человека;
- Якоб Де Клера Младший, 52 человека;
- Филиппус Альбертус Опперман Старший., 41 человек;
- Андрис Преториус, 38 человек;
- Геррит Рейнир Ван Руен, 29 человек;
- Гердарус Якобус Рудольф, 26 человек;
- Луис Якобус Нэль, 26 человек;
- Лукас Йоханнес Мейкер, 24 человека;
- Яким Кристоффель Эспаг, 13 человек;
- Йоган Гендрик Де Ланге, 13 человек;
- Геркулес Филип Малан, 13 человек;
- Луис Трегардт, 13 человек;
- Стефанус Петрус Эрасмус, 9 человек;
- Янсе Ван Ренсбург, 7 человек;
- Ария Захария Висаги, 6 человек;
- Дэвид Стефнус Фоури, 6 человек;
- Ян Мэттью Де Бир, 6 человек;
- Германус Стефанус Ломбард, 2 человека;
- Йоханнес Якобус Эрасмус, 1 человек.

Общее число семей, которые являлись частью отрядов фуртреккеров, равняется 1039. Из доступных источников удалось установить, что количество семей, участвовавших в Великом Треке с 1835 по 1845 год, равнялось 2540.

## Происхождение
Большинство фуртреккеров являются фермерами из Восточно-Капской провинции (такие, как Пит Ретиф), некоторые пришли из западной Капской провинции, а другие успешно вели торговлю в приграничных городах (подобно Герриту Марицу).
Большинство фуртреккеров являлись трекбурами, которые проживали на границах Капских провинций, из чего следует, что их предки также вели полукочевой образ жизни. Некоторые из фуртреккеров могли быть богатыми людьми, но в большинстве своём они состояли из бедняков, которые ранее были сквоттерами или эмигрантами. Кроме буров, в походе также участвовали и французские потомки гугенотов.
Условия переселения были крайне суровыми. Характерным примером является история девочки Рахель де Бир, ценой своей жизни спасшей брата во время трека (хотя современные исследования показывают, что история, скорее всего, была выдумана намного позже, сама она является культовой фигурой в современной ЮАР).

## История
За всю свою историю, фуртреккеры вели войны с двумя африканскими племенами: Зулусами и Матабеле. Причиной этого стало желание Дингаана и Мзиликази заполучить удивительную технику и оружие треккеров.

### Борьба с Матабеле
В середине августа 1836 года, Портгир со своими людьми решился отправиться на юг Африки в поисках Зутпансберга. Когда они повторно перебрались через Вааль, они наблюдали ужасную картину: Все люди, оставшиеся в лагере у реки, были зверски убиты. Скоро их снова посетили плохие новости — охотничий отряд был атакован Матабеле под предводительством Мзиликази.
Оставшиеся в живых охотники пытались предупредить людей в лагерях, но те не поверили. Позже, Мзиликази повторно напал на лагеря фуртреккеров на изгибе Вааль, но 35 людям удалось дать отпор 500 воинам Матабеле, которые решили отступить, вместе с вражескими фургонами, вещами и двумя белыми девушками.

#### Битва за Вегкоп
16 октября 1836 года фуртреккеры получили информацию о приближении армии Матабеле. Портгир решил ехать им навстречу вместе со своими людьми, в надежде на мирное решение конфликта, но они были атакованы. Фуртреккерам пришлось использовать свою успешную тактику: Перезарядка оружия за пределами досягаемости ассегая, после чего крупная атака на врага и повтор манёвра. В итоге, после изнурительной битвы армия Мзиликази впервые потерпела поражение, воины Матабеле отступили в Капайн.

#### Атака на Мосега
17 января 1837 года фуртреккеры напали на Крааль Матабеле — Мосега, убивая мужчин, женщин и детей, после чего поджигая дома столицы земель Мзиликази. Ни один матабелец не выжил. Сам Мзиликази находился в большом военном краале, в Капайне, но фуртреккеры не были готовы отправляться туда — люди и лошади были измотаны. После битвы у лидеров фуртреккеров, Портгира и Морица появились разногласия: Мориц хотел разделить всё добытое поровну, а Портгир желал вернуть всё потерянное во время битвы за Вегкоп. В конце концов было принято решение Портгира.

#### Атака на Капайн
3 ноября 1837 года Портгир был готов расквитаться с Мзиликази. Он, вместе с 350 мужчинами напал на крааль Капайн, где они были ответно атакованы. 12 ноября Матабеле были сломлены и были вынуждены переехать на территорию современного Южного Зимбабве для создания нового государства.
Потери Мзиликази были огромны — 3000 человек, в то время как все фуртреккеры остались живы. Портгир провозгласил завоёванные территории, часть Ботсваны, Трансвааля и Оранжевой Провинции — Страной Треккеров. После этого сражения между лидерами началась повторная склока, как и после атаки на Мосега.

### Борьба с Зулусами
В апреле 1837 года, Питер Ретиф вместе с сотней вагонов прибыл в лагерь. Он был в почете у фуртреккеров, так как был назначен англичанами комендантом своей территории в Восточно-Капской провинции. Также, он был треккером, который эмоционально и красноречиво изрёк свои жалобы Фуртреккерам в прокламации. В течение следующих нескольких дней он стал лидером фуртреккером, Маритц стал председателем совета, а Портгир был лишён полномочий.
После сообщения разведчиков, Мариц приказал фуртреккерам во главе с Питером Ретифом отправляться в сторону территорий республики Наталь, имея при себе несколько вагонов с припасами

#### Убийство Питера Ретифа
Миновав территорию между реками Оранжевая и Вааль, и перейдя через Драконовы горы, группы треккеров ступили на земли зулусов, привлекавшие переселенцев своим мягким климатом, удобным выходом к морю, обширными пастбищами и плодородием. В 1837 году буры направили в лагерь правителя зулусов Дингаана послов во главе со своим лидером Питером Ретифом, чтобы добиться соглашения на поселение в этих землях. Однако переговоры закончились массовым убийством буров, в результате которого в общей сложности погибло более 300 буров, включая женщин и детей.

#### Резня в Винене
После убийства Питера Ретифа и его делегации, король зулусов, Дингане, отправил свои войска уничтожать лагеря треккеров у реки Бушмана, что стало причиной объединения нескольких отрядов фуртреккеров и поражения зулусов во время битвы на Кровавоей реке.
Утром, когда ещё поднималось солнце, в течение часа 10000 зулусов ворвались в лагеря треккеров и стали убивать всех, кто попадал им на глаза. Трупы убитых были изуродованы и сожжены вместе с вещами.

#### Битва за Италени
После убийства Питера Ретифа Зулусской армией 6 февраля 1838 года, ряд фуртреккерских лагерей были атакованы зулусской армией. После этого фуртреккеры попросили помощи друг у друга, в результате чего был заключен союз между Питом Уйсом и Хендриком Потгитером в Оранжевой провинции.
В ходе битвы с зулусами, Уйс с его сыном и братьями Малан, вместе с пятью добровольцами были убиты. Общее число жертв фуртреккеров составило 65 человек, 10 из которых погибло во время самой битвы. Отряд Уйса, шедший позади отряда Потгитера был окружен и были вынуждены убегать. Из-за исхода битвы и действий фуртреккеров, Портгир впоследствии был назван «Отступающим командиром» (африк. Vlugkommando).

#### Битва на Кровавой реке
16 декабря 1838 года между десятитысячным войском Дингаана и несколькими сотнями бурских переселенцев во главе с Андрисом Преториусом произошла решающая битва на Кровавой реке. Вооруженные огнестрельным оружием, треккеры с успехом отразили нападение зулусов и устроили настоящую «кровавую бойню», уничтожив более трёх тысяч из них. Потери же самих буров составили лишь несколько человек. С тех пор река Инкоме, воды которой после битвы буквально окрасились кровью зулусов, стала называться Кровавой. Сама эта победа была воспринята бурами как явное подтверждение милости к ним Всевышнего.

#### Миграция в Ватерберг
После миграции фуртреккеров на север южной Африки, некоторые из них решили обосноваться в районе Ватерберга, где начали разводить скот, что уже было очень развито благодаря местному населению. Фуртреккеры, живущие здесь считали что они достигли Нила у Египта.

### Итоги
В конце концов, Фуртреккеры смогли создать ряд государств, в том числе и Оранжевую с Южно-Африканской республики, которые сохраняли свою независимость до аннексии Британией в 1900 году, во время второй Англо-Бурской войны.

## Память
В память фуртреккерам в Претории был создан целый ряд построек, напоминавший людям об их жизни. Так здесь расположен живой музей, в котором показывалась ежедневная жизнь типичной семьи фуртреккеров. На одном из холмов города был построен монумент всем фуртреккерам, сам город назван в честь одного из лидеров фуртреккеров, Андриса Преториуса. Также, флаг Почефструма является немного изменённым флагом фуртреккеров.